# کنجیرو تاکایاناگی
کنجیرو تاکایاناگی (انگلیسی: Kenjiro Takayanagi؛ ۲۰ ژانویهٔ ۱۸۹۹ – ۲۳ ژوئیهٔ ۱۹۹۰) از پیشروان ژاپنی در ساخت تلویزیون بود. گرچه وی در جهان غرب چندان شناخته نشد اما نخستین گیرنده تلویزیونی تمام الکترونیکی را در دنیا ساخت و از او با عنوان «پدر تلویزیون ژاپنی» یاد می‌شود.

## فعالیت‌ها

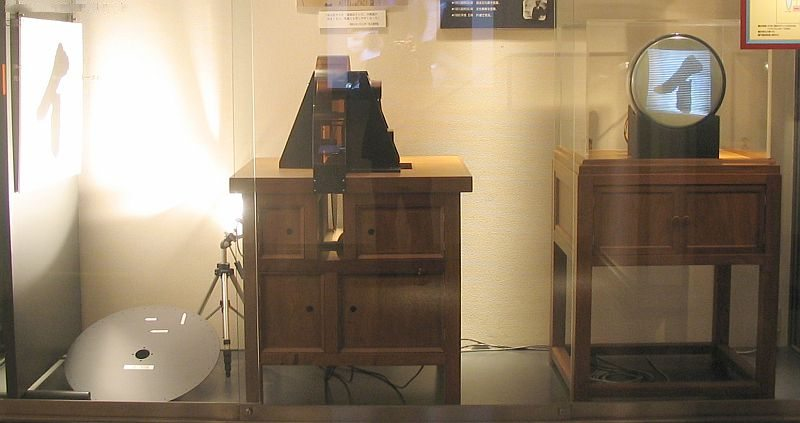
بازسازی آزمایش پیشرو تاکایاناگی، در موزه صدا و سیما ان‌اچ‌کی در آتاگویاما، توکیو

تاکایاناگی پس از مطالعه در مورد آخرین فناوری ها در یک مجله فرانسوی، در سال ۱۹۲۵ به تحقیق در مورد تلویزیون پرداخت. او سیستمی مشابه سیستم جان لوگی برد توسعه داد که از صفحه نیپکو برای اسکن سوژه ها و تولید سیگنال های الکتریکی استفاده می کرد؛ اما برخلاف برد، تاکایاناگی گام مهمی را در زمینه استفاده از لامپ پرتوی کاتدی برای نمایش سیگنال های دریافتی برداشت و بدین ترتیب اولین تلویزیون «تمام الکترونیک» را به وجود آورد.
تاکایاناگی در ۲۵ دسامبر ۱۹۲۶،سیستم خود را در دبیرستان صنعتی هاماماتسو، که در آن مقطع در آنجا به تدریس مشغول بود (این دبیرستان اکنون دانشکده مهندسی در دانشگاه شیزوئوکا است) با موفقیت به نمایش گذاشت.اولین تصویری که تاکایاناگی مخابره کرد، حرف  کاتاکانای ژاپنی بود که از ۴۰ خط جاروب تشکیل شده بود. این مخابره چند ماه قبل از اینکه فایلو فارنسورث در ۷ سپتامبر ۱۹۲۷ اولین سیستم کاملاً الکترونیکی خود را(که بی نیاز از صفحه نیپکو بود) در سانفرانسیسکو به نمایش بگذارد، صورت گرفت. (به تاریخ تلویزیون مراجعه کنید.)
تاکایاناگی در سال‌های بعد به ایفای نقش کلیدی در گسترش تلویزیون در ان‌اچ‌کی (سازمان ملی رادیو تلویزیونی ژاپن) و سپس در JVC (شرکت ویکتوریا ژاپن) ادامه داد و در نهایت نایب رئیس آنجا شد. همچنین تاکایاناگی در توسعه تلویزیون رنگی و ضبط‌کننده‌های ویدئویی (VTR) نقش داشته هست. تاکایاناگی در سال ۱۹۹۰ بر اثر ذات الریه در سن ۹۱ سالگی درگذشت.